# Michael J. Nelson

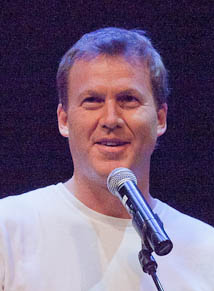
Mike Nelson

Michael John Nelson (St. Charles, 11 oktober 1964) is een Amerikaanse komiek en schrijver, vooral bekend van zijn werk voor de televisieserie Mystery Science Theater 3000 (MST3K). Nelson was het hoofd van het schrijversteam gedurende het merendeel van de serie, en speelde 5 seizoenen lang de rol van het personage Mike Nelson.

## Biografie

### Mystery Science Theater 3000
Nelson werkte als een ober bij T.G.I. Friday's, alwaar hij af en toe aan stand-upcomedy deed. Hij kreeg een baan aangeboden bij MST3K. Aanvankelijk was het zijn taak om de suggesties van het schrijversteam op te schrijven terwijl ze een potentiële film aan het bekijken waren. Mike kwam zelf echter met zoveel goede grappen en opmerkingen over de films in kwestie, dat hij al snel een positie als schrijver kreeg.
Behalve als schrijver speelde Nelson ook verschillende typetjes in de serie. In het begin moest hij het doen met bijrolletjes van vaak maar 1 aflevering. Toen de bedenker van de serie, Joel Hodgson, vertrok, koos hij Mike uit om hem te vervangen. Zo kreeg Mike halverwege seizoen 5 een vaste rol in de serie als de nieuwe presentator. Deze rol behield hij tot het einde van de serie.

### Werk na MST3K
Nadat de serie werd stopgezet werkte Nelson als schrijver van een aantal boeken, waaronder Mike Nelson's Movie Megacheese, Mike Nelson's Mind over Matters en Mike Nelson's Death Rat!. Die laatste was tevens zijn eerste roman. Andere literaire werken van hem zijn een aantal humoristische boeken zoals Happy Kitty Bunny Pony, Goth-Icky, en Love Sick. Hij schreef ook voor de kortlopende spelshow Let's Bowl.
Samen met zijn voormalige MST3K collega’s Kevin Murphy en Bill Corbett is Mike lid van een comedyteam genaamd "The Film Crew". De drie maken nog steeds op dezelfde wijze als in MST3K slechte films belachelijk, en bieden dit commentaar op internet aan in de vorm van RiffTrax.
In 2006 werd Nelson hoofdproducer van Legend Films. Hij is nu verantwoordelijk voor de creatieve inhoud van het bedrijf.

### Privéleven
Nelson trouwde in 1990 met Bridget Jones, die eveneens aan MST3K werkte. Samen kregen ze twee zonen.